# Rhynchostegiella humillima
Rhynchostegiella humillima är en bladmossart som beskrevs av Brotherus 1909. Rhynchostegiella humillima ingår i släktet nålmossor, och familjen Brachytheciaceae. Inga underarter finns listade i Catalogue of Life.